# Sam Harris
Pour les articles homonymes, voir Sam Harris (rugby à XV) et Harris.
Sam Harris, né le 9 avril 1967, est un écrivain américain, spécialiste des neurosciences, cofondateur et responsable du Project Reason.
Il est l'auteur d'ouvrages à succès dans le monde anglo-saxon tels que The End of Faith, succès de librairie resté au classement des meilleures ventes pendant 33 semaines selon le New York Times, Letter to a Christian Nation, ou The Moral Landscape. Connu pour sa critique acerbe des religions et son scepticisme scientifique, il milite pour la séparation de l'Église et de l'État, la liberté de religion ainsi que le droit de critiquer les religions. Harris est aussi l'auteur de nombreux articles publiés dans le Huffington Post, le Los Angeles Times, le Washington Post, le  New York Times, Newsweek, ou la revue Nature. Ses contributions portent essentiellement sur la religion, la morale, les neurosciences, le libre arbitre et le terrorisme.
Figure importante de l'athéisme militant et défenseur de la pensée scientifique, il donne régulièrement des conférences aux États-Unis et au Royaume-Uni, notamment à l'université d'Oxford, à Cambridge, Harvard, Caltech, UC Berkeley et à l'université Stanford. Il est invité aux principaux shows télévisés américains tels que Nightline, Real Time with Bill Maher, The O'Reilly Factor, The Daily Show, The Colbert Report, The Last Word, et il a fait une apparition dans le documentaire The God Who Wasn't There.

## Biographie
Harris ne s'est pas étendu dans les médias sur les détails de sa vie personnelle. Élevé  par une mère de confession juive et un père quaker,, il a brièvement fréquenté l'université Stanford, abandonnant rapidement ses études. Il s'est ouvert publiquement de son expérience avec les amphétamines MDMA quand il était étudiant, et il a évoqué l'inspiration spirituelle et psychologique que cela lui avait insufflé. Il a aussi étudié avec plusieurs maîtres dans les traditions bouddhistes et hindouistes.
Onze ans plus tard, il retourne à Stanford, où il a obtenu un bachelor en arts en philosophie. Il se lance ensuite dans un doctorat (PhD) en neuroscience à l'UCLA, utilisant l'imagerie par résonance magnétique fonctionnelle pour mener des recherches sur les bases neurologiques de la croyance. En septembre 2013, Sam Harris lance son propre podcast Waking up (plus tard renommé Making Sense). Depuis septembre 2018, il dispense des cours de méditation à travers son application Waking Up.

## Prises de position

### Religion
Le message principal de Harris est une critique radicale des religions, appelant à soumettre les croyances religieuses au même examen rationnel et critique que tout autre domaine de connaissance, et remettant en question leur place privilégiée dans la société. Bien que critiquant toutes les religions, il estime que l'islam représente un danger particulier pour la civilisation occidentale, considérant cette religion comme plus propice à inspirer des actes violents et une idéologie politique incompatible avec les valeurs démocratiques. Il conteste la validité du terme « islamophobie », affirmant qu'il a été conçu pour confondre la critique légitime de l'islam en tant que doctrine religieuse avec l'intolérance ou les préjugés envers les musulmans en tant que personnes. Selon lui, ce terme est utilisé pour assimiler toute critique de l'islam, voire le principe même de laïcité, à une forme de haine, rendant ainsi impossible une discussion honnête sur les conséquences de certaines idées religieuses qu'il juge dangereuses. Il voit dans la religion un frein au progrès et à la marche vers des approches plus éclairées de la spiritualité et de l'éthique.
Bien qu'athée, Harris affirme que ce terme n'est pas vraiment utile. Pour lui, l'athéisme n'est ni un dogme ni une philosophie, mais juste la « destruction de mauvaises idées » que l'on trouve en nombre dans la religion, qui est à ses yeux « une des plus perverses utilisations de l'intelligence que nous ayons créée ». Il compare les croyances religieuses modernes aux mythes de la Grèce antique : tout comme les religions, ceux-ci étaient pris comme des faits, alors qu'ils sont aujourd'hui considérés comme métaphoriques et erronés. Dans une interview sur PBS en janvier 2007, Harris déclare: « Nous n'avons pas de mot pour dire que nous ne croyons pas en Zeus, ce qui revient à dire que nous sommes tous athées par rapport à Zeus. Et nous n'avons pas de mot pour dire que nous ne sommes pas astrologue. » Il poursuit en déclarant que le terme sera inutile quand « nous aurons tous atteint un niveau d'honnêteté intellectuelle tel que nous ne ferons plus semblant d'être certains de certaines choses dont nous ne sommes pas certains », reprenant ainsi une idée exprimée par Bertrand Russell dans l'introduction de ses Essais sceptiques.
Il rejette aussi l'affirmation selon laquelle la Bible est inspirée par un dieu omniscient. Selon lui, « si la Bible était un tel livre, elle ferait des prédictions spécifiques et réfutables sur les événements humains ». Mais en fait « elle ne contient pas une seule phrase qui n'aurait pas pu être écrite par un homme ou une femme vivant au Ier siècle ».
Dans The End of Faith, Harris consacre un chapitre à la « nature de la foi ». Son principal argument est que toutes nos croyances, excepté celles concernant les dogmes religieux, sont fondées sur l'hypothèse, l'expérience et la déduction. Dans n'importe quel autre contexte, les points de vue « sacrés » des religions seraient considérés comme des signes de « démence ». Il porte son attention particulièrement sur la transsubstantiation, cette doctrine de l’Église catholique romaine qui veut que, durant la messe, le pain et le vin de l'Eucharistie changent de substance pour devenir le corps et sang de Jésus Christ. Harris déclare que toute personne qui développerait par elle-même cette foi serait sans nul doute tenue pour « démente ». Dans le contexte religieux, cependant, de tels enseignements ne peuvent — ne doivent — pas être remis en question. Harris note qu'il s'agit « presque d'un accident de l'histoire, qui est considéré normal dans notre société, que de croire que le Créateur de l'univers peut entendre vos pensées alors qu'il s'agit d'une démonstration de maladie mentale de croire qu'il communique avec vous en faisant taper la pluie en code Morse sur la fenêtre de votre chambre »p. 72.
Harris soutient que les croyances religieuses devraient être ouvertes au débat et étayées par des preuves, préconisant le même niveau d'examen critique pour les idées religieuses et non religieuses. Harris explique que ce type de conversation et de recherche est essentiel au progrès dans tous les autres domaines de connaissance. À titre d'exemple, il suggère que peu de gens exigeraient le « respect » de visions radicalement différentes en physique ou en histoire ; au contraire, remarque-t-il, les sociétés demandent des arguments logiques et des preuves valides dans ces cas-là, et ceux qui ne peuvent fournir des preuves tangibles sont rapidement marginalisés. Dans ces conditions, Harris suggère que la déférence routinière accordée aux idéologies religieuses constitue une double norme. Et cette double norme, après les attaques du 11 septembre 2001, entraîne un risque grave.
Dans une interview pour PBS en 2007, Harris explique que « l'utilité de la religion, le fait qu'elle donne à la vie un sens, qu'elle permette aux gens de se sentir bien n'est pas un argument pour la vérité d'une doctrine religieuse. Dire qu'il est raisonnable de croire que Jésus est vraiment né d'une vierge ou que la Bible est la parfaite parole du créateur de l'univers ne constitue pas un argument. Vous ne pouvez pas croire de telles choses, ou vous devriez pouvoir croire en ces choses si vous pensez qu'il y a de bonnes raisons de croire en elles ».

#### Croyance aux États-Unis
Harris base sa critique sur la situation et le rôle de la religion aux États-Unis. Il est inquiet de l'influence négative des dogmes religieux sur de nombreux aspects de la culture américaine. Par exemple, il cite des sondages selon lesquels 44 % des Américains croient qu'il est « certain » ou « probable » que Jésus reviendra sur Terre dans les cinquante prochaines années. Le même pourcentage croit que le créationnisme devrait être enseigné dans les écoles publiques et que Dieu a réellement promis la terre d'Israël aux juifs d'aujourd'hui,.
Ce type de croyances infondées, souvent dénuées de toute critique objective, empêche de penser un futur durable, selon Harris. Il précise que, à la lumière de la prophétie biblique, un Armageddon général est considéré par beaucoup comme un précurseur nécessaire à la parousie. Harris suggère qu'une importante proportion de la population Américaine pourrait voir un conflit nucléaire au Moyen-Orient comme un événement souhaitable et précurseur de la Fin des temps[réf. nécessaire].
Harris remarque aussi que les mêmes individus qui défendent ces idées sont élus ou élisent des présidents, sénateurs et députés, ce qui enlève à quelqu'un qui ne partage pas la même foi presque toute possibilité d'être élu. Quand George W. Bush invoque publiquement Dieu dans ses discours concernant les affaires étrangères ou la politique intérieure, Harris invite les lecteurs à se demander comment ils réagiraient si le Président citait Zeus ou Apollon de la même manière?

#### Islam
Bien que Harris critique toutes les religions, il considère l'islam comme particulièrement dangereux envers la civilisation. Jonathan Matusitz, professeur associé à l'université du centre de la Floride, a d'ailleurs décrit Harris comme une « figure de proue du contre-djihadisme de gauche ». Harris critique la réponse générale de l'Occident aux attentats terroristes comme ceux du 11 septembre, ainsi que le fait de considérer l'islam comme une « religion de paix » tout en déclarant la « guerre contre le 'terrorisme' ». Harris voit le premier jugement comme contredit par l'analyse, et le second comme dénué de sensp. 31, p. 28.
Il demande au contraire que la civilisation occidentale reconnaisse qu'elle est en guerre contre l'Islam, qui selon lui prône une doctrine de soumission politique et religieuse, non un message de paix. Il observe que le Coran et les hadiths contiennent des incitations à la haine, au meurtre des infidèles et une récompense au paradis (comme les 72 vierges) pour de tels actes. Harris considère le jihad, dans lequel il voit une « métaphysique du martyre », comme très dangereux. Il rejette l'argument selon lequel de tels comportements seraient dus à des musulmans extrémistes, et qu'ils ne seraient pas rejetés par la majorité. Il considère que la controverse concernant les caricatures de Mahomet du journal Jyllands-Posten a eu lieu non parce que les dessins étaient irrévérencieux, mais parce que « la plupart des musulmans croient sacrilège de représenter le Prophète ainsi ». Harris maintient donc que l'Occident est en guerre « précisément [contre] la vision de la vie prescrite à tous les musulmans par le Coran, et plus tard élaborée dans la littérature des hadiths »"p. 109-110
Harris reconnaît que d'autres religions que l'islam peuvent inspirer et ont inspiré des atrocités. Il discute l'exemple de l'Inquisition et de la chasse aux sorcières dans The End of Faith. Cependant, il pense que l'islam est plus facilement à la source de tels desseins que la plupart des autres religions. Il explique pourquoi en 2005 :

« Quiconque s'imagine que les préoccupations terrestres expliquent le terrorisme musulman doit répondre à des questions telles que celle-ci : Pourquoi n'y a-t-il pas de kamikazes bouddhistes tibétains ? Les Tibétains ont connu une occupation bien plus brutale, et bien plus cynique, que celle que la Grande-Bretagne, les États-Unis ou Israël ont jamais imposée au monde musulman. Où sont les foules de Tibétains prêtes à perpétrer des attentats suicides contre des non-combattants chinois ? Elles n'existent pas. Quelle est la différence qui fait la différence ? La différence réside dans les principes spécifiques de l'Islam. Cela ne veut pas dire que le bouddhisme ne pourrait pas inspirer et nourrir une violence suicidaire. Il le peut et il l'a fait (Japon, Seconde Guerre mondiale). Mais cela ne concède absolument rien aux apologistes de l'islam. En tant que bouddhiste, il faut se donner beaucoup de peine pour justifier une telle barbarie. Il n'est pas nécessaire de s'en donner autant si l'on est musulman. La vérité que nous devons enfin affronter est que l'Islam contient des notions spécifiques du martyre et du djihad qui expliquent pleinement le caractère de la violence musulmane. À moins que les musulmans du monde entier ne trouvent un moyen d'expulser la métaphysique qui transforme rapidement leur religion en un culte de la mort, nous serons finalement confrontés au même comportement destructeur pervers dans une grande partie du monde. »

Harris a appelé les communautés musulmanes à critiquer publiquement leur foi et à assister les gouvernements occidentaux pour localiser des extrémistes religieux qui se trouveraient dans leur sein. Il soutient que les croyants doivent être préparés au profilage religieux afin de combattre le terrorisme dans le cas où l'on établirait un lien avéré entre adhésion à l'islam et comportements terroristes.

### Intelligence artificielle
Sam Harris est particulièrement préoccupé par les risques existentiels liés à l'intelligence artificielle générale. Dans une conférence TED en 2016, il a soutenu que l'IA constituera une menace majeure à l'avenir, et a critiqué le manque d'intérêt humain sur le sujet. Il a déclaré que la superintelligence artificielle sera inévitablement développée si trois hypothèses s'avèrent correctes : l'intelligence résulte du traitement de l'information dans un système physique, les humains continueront à améliorer l'intelligence des machines, et l'intelligence humaine est loin du sommet de l'intelligence possible. Selon lui, la sûreté dans la conception de superintelligences artificielles est « l'un des plus grands défis de tous les temps », et il estime que cela mériterait de s'y pencher sans attendre.

### Science et moralité
Dans The Moral Landscape (« Le Paysage Moral »), Harris soutient que la science peut répondre aux problèmes moraux et contribuer au bien-être humain. Donnant des exemples où la religion échoue, Harris fait remarquer que « l'Église catholique est plus préoccupée par la prévention de la contraception que par la prévention du viol d'enfants », et qu'une tradition religieuse favorise « la mutilation génitale féminine » en Somalie. Harris affirme que la religion était un « effort primitif pour décrire nos origines », et que la science fournit un raisonnement plus honnête pour le futur bien-être humain.

### Libre arbitre
Harris affirme que le concept de libre arbitre « ne peut être appliquée à aucune réalité concevable » et est incohérente. Dans son livre Free Will (« Libre Arbitre ») , Harris écrit que la neuroscience « révèle que vous êtes une marionnette biochimique ».
Le philosophe Daniel Dennett a soutenu que le livre Free Will de Harris réfutait avec succès la compréhension commune du libre arbitre, mais qu'il ne répondait pas de manière adéquate à la compréhension compatibiliste du libre arbitre. Dennett a déclaré que le livre était précieux car il exprimait les points de vue de nombreux scientifiques éminents, mais qu'il contenait néanmoins un « véritable musée d'erreurs » et que « Harris et d'autres doivent faire leurs devoirs s'ils veulent s'engager avec les meilleures réflexions sur le sujet ».

### Politique
Harris se décrit comme libéral et est un démocrate qui n'a jamais voté républicain lors des élections présidentielles. Il soutient le mariage homosexuel et la dépénalisation des drogues. Dans une tribune publiée dans le Los Angeles Times, Harris a déclaré qu'il approuvait la plupart des critiques contre la guerre d'Irak menée par l'administration Bush, ainsi que les critiques concernant la politique fiscale et le traitement de la science par cette administration. Harris a également affirmé en 2006 que le libéralisme est devenu « dangereusement déconnecté des réalités de notre monde » en ce qui concerne les menaces posées par le fondamentalisme islamique.

#### Élections présidentielles
Lors de l'élection présidentielle américaine de 2008, il a soutenu la candidature de Barack Obama et s'est opposé à celle du républicain John McCain. Pendant l'élection présidentielle américaine de 2016, Harris a soutenu Hillary Clinton lors des primaires du parti démocrate contre Bernie Sanders, et bien qu'il l'ait qualifiée de « candidate terriblement imparfaite à la présidence », il l'a préférée lors de l'élection générale et s'est fortement opposé à la candidature de Donald Trump. Harris a critiqué Trump pour ses mensonges, déclarant en 2018 que Trump « a davantage pris d'assaut la vérité plus que quiconque dans l'histoire de l'humanité. »
Après l'élection de 2020, il a déclaré qu'il ne se souciait pas de ce qui se trouvait sur l'ordinateur portable de Hunter Biden, le fils du candidat démocrate Joe Biden. Pendant un podcast, il a dit que « Hunter Biden aurait pu littéralement avoir des cadavres d'enfants dans sa cave - je ne m'en serais pas soucié », argumentant plus largement que Trump et Biden étaient tous les deux exposés à l'attention du public depuis des décennies, et que Biden aurait dû se livrer à un scandale d'une ampleur extraordinaire pour ne serait-ce qu'approcher le niveau de scandale dans lequel Trump est connu pour s'être engagé.
Pendant l'élection présidentielle américaine de 2024, Harris a soutenu Kamala Harris. Quelques jours seulement avant les élections, il a débattu avec Ben Shapiro, un partisan de Trump.

### Israël
Harris s'oppose aux revendications religieuses concernant le droit d'Israël à exister en tant qu'État juif. Néanmoins, Harris a déclaré qu'en raison de l'hostilité ambiante envers les juifs, s'il y a un groupe religieux qui a besoin de protections sous forme d'État, ce sont les juifs,.
Harris a critiqué à la fois Israël et la Palestine pour avoir commis des crimes de guerre dans le conflit israélo-palestinien. Il a cependant écrit qu'il pense qu'Israël veut sincèrement la paix et que ses voisins sont dévoués à la destruction d'Israël. Harris a également affirmé que la Palestine est davantage coupable, citant l'utilisation présumée de boucliers humains par le Hamas et la rhétorique génocidaire envers les juifs. Il cite ces éléments comme raisons pour lesquelles Israël a le droit de se défendre contre la Palestine.
Pendant la guerre à Gaza qui a commencé en octobre 2023, Harris a exprimé son soutien à Israël et a rejeté les arguments selon lesquels Israël aurait provoqué le Hamas en construisant des colonies israéliennes en Cisjordanie, soutenant que Gaza n'était plus occupée depuis 2005. Il a également condamné l'attaque du Hamas contre Israël en 2023, qui a conduit à la guerre.

## Vie personnelle
En 2004, Harris a épousé Annaka Harris (née Gorton), auteure et éditrice de livres documentaires et scientifiques, après avoir partagé un intérêt commun pour la nature de la conscience. Ils ont deux filles, et vivent à Los Angeles.
En septembre 2020, Harris est devenu membre de Giving What We Can, une organisation d'altruisme efficace dont les membres s'engagent à donner au moins 10% de leurs revenus à des organisations caritatives efficaces, à la fois en tant qu'individu et en tant qu'entreprise avec Waking Up.
Harris pratique le jiu-jitsu brésilien,.

## Publications

### En anglais
- The End of Faith: Religion, Terror, and the Future of Reason, W. W. Norton & Company, 2004.  (ISBN 0-393-03515-8)
- Letter to a Christian Nation, 2006, Alfred A. Knopf Inc. 120 p.  (ISBN 0-307-26577-3)
- The Moral Landscape: How Science Can Determine Human Values, 2010, Free Press, 291 p.  (ISBN 978-1-4391-7121-9)
- Lying, 2011, Four Elephants Press, 108 p.  (ISBN 978-1-940-05100-0)
- Free Will, 2012, Free Press, 96 p.  (ISBN 978-1-451-68340-0)
- Waking Up: A Guide to Spirituality Without Religion, 2014, Simon & Schuster, 256 p.  (ISBN 978-1-451-63601-7)
- Islam and the Future of Tolerance. A Dialogue, 2015, Harvard University Press, 144 p.  (ISBN 978-0-674-08870-2)
- The Four Horsemen: The Conversation That Sparked an Atheist Revolution, 2019, Bantam Press, 160 p.  (ISBN 978-0-525-51195-3) Transcription d'une discussion sur l'athéisme moderne enre Christopher Hitchens, Richard Dawkins, Sam Harris et Daniel Dennett en 2007. L'ouvrage est augmenté par de nouveaux essais de trois des participants originaux et une introduction de Stephen Fry.
- Making Sense: Conversations on Consciousness, Morality, and the Future of Humanity, 2020, Ecco, 464 p.  (ISBN 978-0-062-85778-1) Transcription d'une douzaine d'entretiens diffusés sur le podcast de S. Harris Making Sense, sur des sujets allant de la nature de la conscience et du libre arbitre à la politique et à l'extrémisme en passant par la vie éthique.

### Traductions en français
- Mensonges [« Lying »] (trad. de l'anglais), Paris, Le Cherche midi, 2017, 112 p. (ISBN 978-2-749-15564-7)
- Pour une spiritualité sans religion [« Waking Up: A Guide to Spirituality Without Religion »] (trad. de l'anglais), Paris, Almora, 2017, 268 p. (ISBN 978-2-351-18337-3)